# Delegacja do Kongresu USA stanu Nowy Meksyk

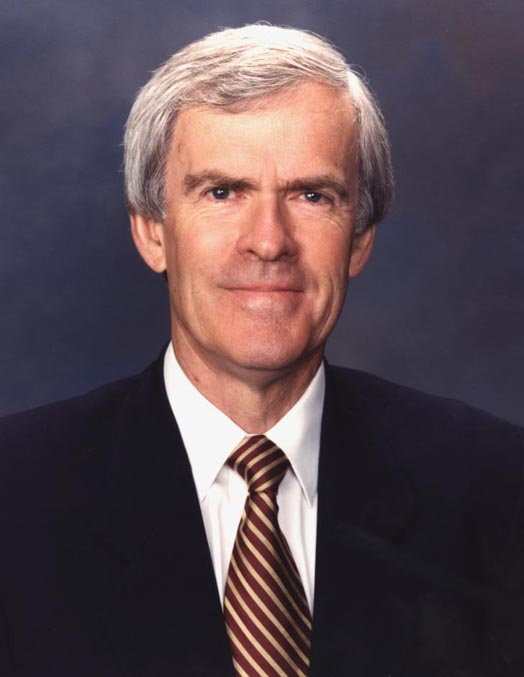
Senator Jeff Bingaman jest najstarszym stażem kongresmanem ze stanu (od 1983)

Delegacja do Kongresu Stanów Zjednoczonych stanu Nowy Meksyk liczy pięciu kongresmenów (dwóch senatorów oraz trzech reprezentantów). Nowy Meksyk został przyjęty do Unii jako 47. stan dnia 6 stycznia 1912, więc stanowa reprezentacja zasiada od 62. Kongresu (1911–1913).
Czynne prawo wyborcze przysługuje tym amerykanom, którym przysługuje prawo głosu w wyborach do stanowej Izby Reprezentantów (New Mexico House of Representatives).

## 112. Kongres (2011-13)
W ostatnich wyborach 2 listopada 2010 wybierano tylko trzech reprezentantów. Do Izby Reprezentantów wybrano nowego przedstawiciela Partii Republikańskiej, który zastąpił polityka Partii Demokratycznej (do Izby Reprezentantów powrócił Steve Pearce).
W najbliższych wyborach 6 listopada 2012 mieszkańcy będą wybierać trzech reprezentantów oraz jednego senatora. Dotychczasowy senator Jeff Bingaman (Partia Demokratyczna) zapowiedział, że po zakończeniu kadencji odchodzi na emeryturę i nie będzie ubiegał się o reelekcję.
| Senat | Senat         | Senat  | Senat           |
| Klasa | Senator       | Partia | Urzęduje od     |
| ----- | ------------- | ------ | --------------- |
| 1     | Jeff Bingaman | D      | 3 stycznia 1983 |
| 2     | Thomas Udall  | D      | 6 stycznia 2009 |

| Izba Reprezentantów | Izba Reprezentantów | Izba Reprezentantów | Izba Reprezentantów |
| Okręg               | Reprezentant        | Partia              | Urzęduje od         |
| ------------------- | ------------------- | ------------------- | ------------------- |
| 1                   | Martin Heinrich     | D                   | 6 stycznia 2009     |
| 2                   | Steve Pearce        | R                   | 3 stycznia 2011     |
| 3                   | Ben R. Luján        | D                   | 6 stycznia 2009     |

## 111. Kongres (2009-11)
W wyborach 4 listopada 2008 wybierano reprezentantów oraz senatora. Do Izby Reprezentantów wybrano trzech nowych przedstawicieli Partii Demokratycznej (dwóch z nich zastąpiło polityków Partii Republikańskiej). W wyborach do Senatu kandydat Partii Demokratycznej Tom Udall pokonał kandydata Partii Republikańskiej Steve'a Pearcego stosunkiem głosów 61,2% do 38,8%. Dotychczasowy senator Pete Domenici (Partia Republikańska) nie ubiegał się o reelekcję.

## 110. Kongres (2007-09)
W wyborach 7 listopada 2006 wybierano reprezentantów oraz senatora. W wyborach do Senatu uzyskał reelekcję Jeff Bingaman (Partia Demokratyczna).

## Liczba kongresmenów
9 września 1850 ziemiom przyszłego stanu Nowy Meksyk nadano status Terytorium Stanów Zjednoczonych, które otrzymało prawo wyboru jednego delegata do Izby Reprezentantów niemającego jednak prawa głosu. Z chwilą wejścia do Unii delegat ten uzyskał prawo głosu (dodatkowo wybrano dwóch senatorów i drugiego delegata). Jednak rok później, od 1913 wybierano już ponownie jednego reprezentanta. W 1943 i 1983 w związku z rosnącą populacją stanu Nowy Meksyk zwiększyła się również liczba delegatów. Obecnie (od 1983) Nowy Meksyk jest reprezentowany przez pięciu kongresmanów (w tym 2 senatorów).

### Zmiany liczby reprezentantów
| - 1851–1912 - 1 (bez prawa głosu) - 1912-1913 - 2 - 1913-1943 - 1 | - 1943-1983 - 2 - od 1983 - 3 |  |